# Cesano Boscone
Cesano Boscone es una comune italiana de la ciudad metropolitana de Milán, en Lombardía. Tiene una población estimada, a fines de enero de 2022, de 23 452 habitantes.

## Evolución demográfica
| Gráfica de evolución demográfica de Cesano Boscone entre 1861 y 2022 |
|                                                                      |
| Fuente: ISTAT - Elaboración gráfica de Wikipedia                     |